# 佐瀬真人
佐瀬 真人（させ まさと、1976年生まれ）は、日本のコンサルタント、実業家。デロイトトーマツコンサルティング代表執行役の元社長。現在、デロイト トーマツ グループ合同会社 代表職務執行者。

## 略歴
2000年3月に慶應義塾大学環境情報学部を卒業し、同年4月、デロイトトーマツコンサルティング合同会社に入社。2008年7月、同社の執行役員に就任し、2018年6月、CSO（最高戦略責任者）および経営会議メンバーに就任した後、2019年6月、代表執行役社長に就任。2024年5月まで、デロイト トーマツ コンサルティング合同会社の代表執行役社長を務めた。製造業を中心に事業戦略立案、マーケティング戦略立案、技術戦略立案、組織・プロセス設計に関するコンサルティングに従事。
特に自動車業界においては自動車メーカー、自動車部品サプライヤー、販社・ディーラーの領域をカバーする経験をもち、取材・寄稿等も行っている。
2024年6月より、デロイト トーマツ グループのCOO（Chief Operating Officer）兼CSO（Chief Strategy Officer）を務めており、同グループ合同会社の代表職務執行者である。

## 著書
- 『戦略のパラドックスへの解 : 実践手法と業界別ケーススタディ』（松下芳生・高橋淳一・泊輝幸・高橋俊成・細川敦邦・大日方隆・西川陽介との共著、2008年10月16日、翔泳社、ISBN 978-4-7981-1772-0）